# Pádár László
Pádár László (Szentes, 1943. december 21. – 2020. április 18. vagy előtte) magyar nemzetközi labdarúgó-játékvezető. Polgári foglalkozása sportvezető. Szegeden élt.

## Pályafutása

### Labdarúgóként
Volt kapus, majd védőjátékos, a Szentesi Kinizsi minden korosztályában focizott. A sorkatonai szolgálat alatt a Szegedi Dózsa egyesületben játszott. Legmagasabb minősített szint, ahol igazolt játékos volt, az NB. III. osztály. 1967-ben befejezte az aktív labdarúgást.

### Labdarúgó-játékvezetőként

#### Nemzeti játékvezetés
Apósa Dukai Imre (volt NB II-es játékvezető) kérésére  1967-ben végezte el a játékvezetői tanfolyamot. A szükséges tapasztalatok megszerzését követően ellenőrei, sportvezetői javaslatára 1972-ben kerül az NB. II-es játékvezetői keretbe. Foglalkoztatásár a jellemző, hogy az 1977/1978-as bajnoki idényben Lauber Gyula társaságában 22 mérkőzést vezethetett. Első ligás mérkőzéseinek száma: 174.
| Időpont              | Helyszín                  | Mérkőzés típusa         | Mérkőzés                         | Eredmény |
| -------------------- | ------------------------- | ----------------------- | -------------------------------- | -------- |
| 1975. szeptember 10. | Városi Stadion, Diósgyőr  | első NB I-es mérkőzés   | Diósgyőri VTK–Békéscsaba ESSC    | 1 – 0    |
| 1988. június 5.      | Városi Stadion, Tatabánya | utolsó NB I-es mérkőzés | Tatabányai Bányász–Újpesti Dózsa | 2 – 2    |

##### Nemzeti kupamérkőzések
Vezetett Kupa-döntők száma: 1.

###### Magyar Kupa
| Időpont             | Helyszín             | Mérkőzés típusa | Mérkőzés                  | Eredmény | Nézők száma |
| ------------------- | -------------------- | --------------- | ------------------------- | -------- | ----------- |
| 1978. augusztus 20. | Népstadion, Budapest | MNK döntő       | Ferencvárosi TC–Pécsi MSC | 4 – 2    | 20 000      |

#### Nemzetközi játékvezetés
A Magyar Labdarúgó-szövetség Játékvezető Bizottsága (JB) terjesztette fel nemzetközi játékvezetőnek, a Nemzetközi Labdarúgó-szövetség (FIFA) 1977-től tartotta nyilván bírói keretében. Több nemzetek közötti válogatott és klubmérkőzést vezetett, vagy játékvezető társának partbíróként segített. Az utolsó nemzetközi mérkőzése 1987-ben az FTC - Eisenstadt találkozó volt. A magyar nemzetközi játékvezetők rangsorában, a világbajnokság-Európa-bajnokság sorrendjében többedmagával a 9. helyet foglalja el 4 találkozó szolgálatával. Az aktív nemzetközi játékvezetéstől 1987-ben a FIFA 45 éves korhatárát elérve búcsúzott. Nemzetközi mérkőzéseinek száma: 48.

##### Világbajnokság
1979-ben a Japánban rendezték az U20-as labdarúgó-világbajnokságot, ahol a FIFA JB bíró szolgálatra alkalmazta. Ezen a tornán futott be véglegesen Diego Maradona (argentin). 
| Időpont             | Helyszín                | Mérkőzés típusa        | Mérkőzés     | Eredmény | Nézők száma |
| ------------------- | ----------------------- | ---------------------- | ------------ | -------- | ----------- |
| 1979. augusztus 29. | Olimpiai Stadion, Tokió | selejtező (A. csoport) | Japán–Mexikó | 1 : 1    | 38 000      |

A világbajnoki döntőhöz vezető úton Spanyolországba a XII., az 1982-es labdarúgó-világbajnokságra és Mexikóba a XIII., az 1986-os labdarúgó-világbajnokságra a FIFA JB játékvezetőként alkalmazta.

##### 1982-es labdarúgó-világbajnokság

###### Selejtező mérkőzés
| Időpont           | Helyszín                   | Mérkőzés típusa           | Mérkőzés         | Eredmény | Nézők száma |
| ----------------- | -------------------------- | ------------------------- | ---------------- | -------- | ----------- |
| 1980. december 6. | QemalStafa Stadion, Tirana | előselejtező (1. csoport) | Albánia–Ausztria | 0 : 1    | 16 000      |

##### 1986-os labdarúgó-világbajnokság

###### Selejtező mérkőzés
| Időpont              | Helyszín             | Mérkőzés típusa           | Mérkőzés             | Eredmény | Nézők száma |
| -------------------- | -------------------- | ------------------------- | -------------------- | -------- | ----------- |
| 1984. szeptember 29. | JNA Stadion, Belgrád | előselejtező (4. csoport) | Jugoszlávia–Bulgária | 0 : 0    | 15 000      |

##### Európa-bajnokság
Az európai-labdarúgó torna döntőjéhez vezető úton Olaszországba a VI., az 1980-as labdarúgó-Európa-bajnokságra és Franciaországba a VII., az 1984-es labdarúgó-Európa-bajnokságra az UEFA JB játékvezetőként foglalkoztatta.

##### 1980-as labdarúgó-Európa-bajnokság

###### Selejtező mérkőzés
| Időpont          | Helyszín                  | Mérkőzés típusa           | Mérkőzés           | Eredmény | Nézők száma |
| ---------------- | ------------------------- | ------------------------- | ------------------ | -------- | ----------- |
| 1979. április 1. | Makarion Stadion, Nicosia | előselejtező (3. csoport) | Ciprus–Jugoszlávia | 0 : 3    | 4 500       |

##### 1984-es labdarúgó-Európa-bajnokság

###### Selejtező mérkőzés
| Időpont         | Helyszín                    | Mérkőzés típusa           | Mérkőzés         | Eredmény | Nézők száma |
| --------------- | --------------------------- | ------------------------- | ---------------- | -------- | ----------- |
| 1983. június 8. | Qemal Stafa Stadion, Tirana | előselejtező (6. csoport) | Albánia–Ausztria | 1 : 2    | 15 139      |

##### Nemzetközi kupamérkőzés
Az első nemzetközi szereplése 1977-ben az FC Zürich–PAÓK PAE találkozó volt.

## Sikerei, díjai
1984-ben Szlávik András a JB elnöke több évtizedes játékvezetői pályafutásának elismeréseként aranyjelvény kitüntetésbe részesítette.

## Külső hivatkozások
- Pádár László. World Referee. [2012. október 9-i dátummal az eredetiből archiválva]. (Hozzáférés: 2011. június 25.)
- Pádár László. zerozerofootball.com. (Hozzáférés: 2011. június 25.)[halott link]
- Pádár László. footballdatabase.eu. (Hozzáférés: 2011. június 25.)
- Pádár László. scoreshelf.com. [2015. október 31-i dátummal az eredetiből archiválva]. (Hozzáférés: 2011. június 25.)